# Tom Green
Michael Thomas »Thom« »M.C. Bones« »M.C. Face« Green, kanadski igralec, raper, scenarist in  televizijski voditelj, * 30. julij 1971, Pembroke, Ontario, Kanada.
Rodil se je v Pembrokeu v Ontariu, kjer je tudi odraščal. Je začetnik »šok humorja«, poznanega tudi iz oddaj Jackass, (Tvoj) Problem in drugih. Trenutno živi v Los Angelesu in pri sebi doma vodi internetno oddajo Tom Green's House Tonight.